# ラ・ケブラーダ (アカプルコ)

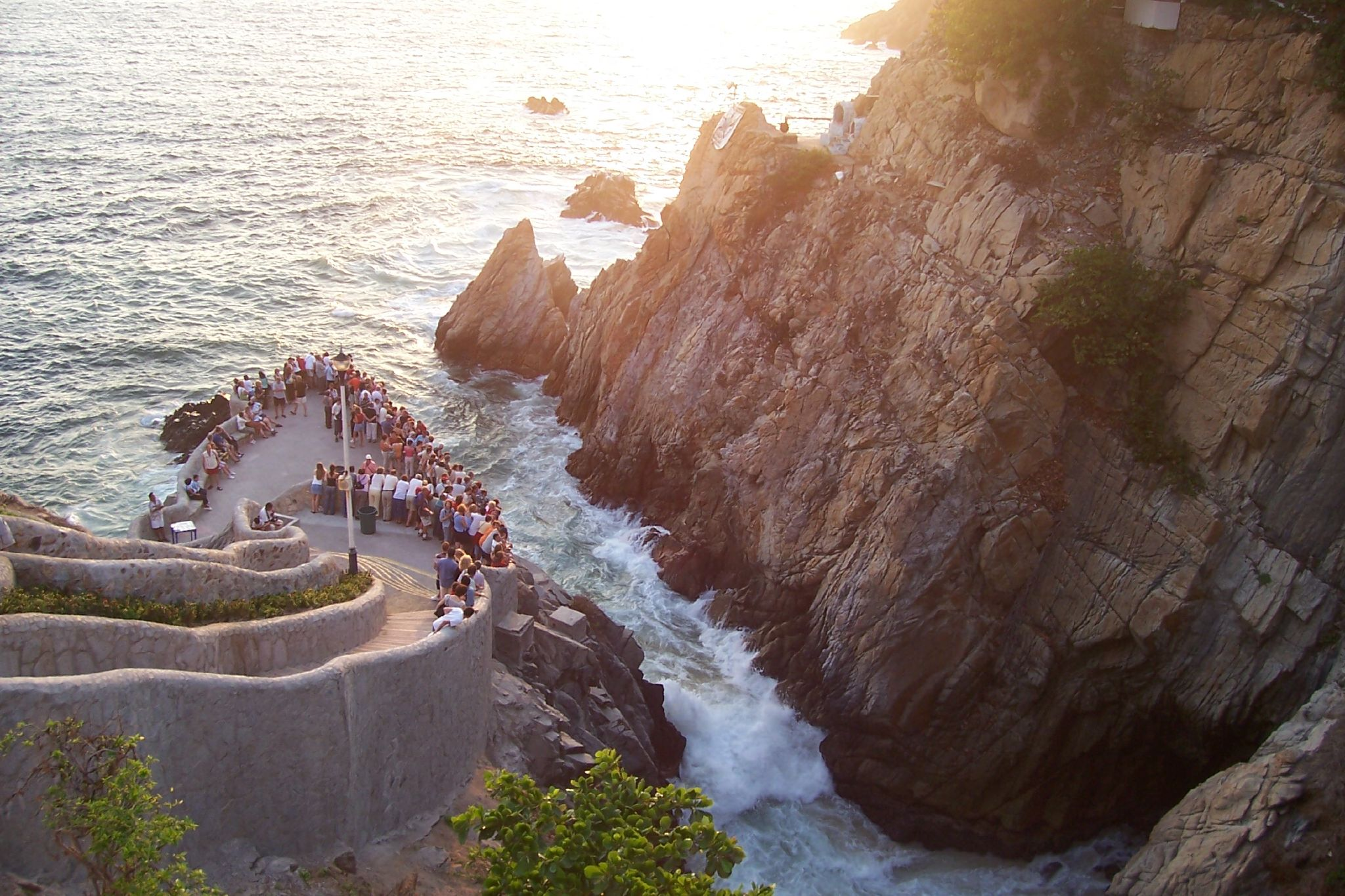

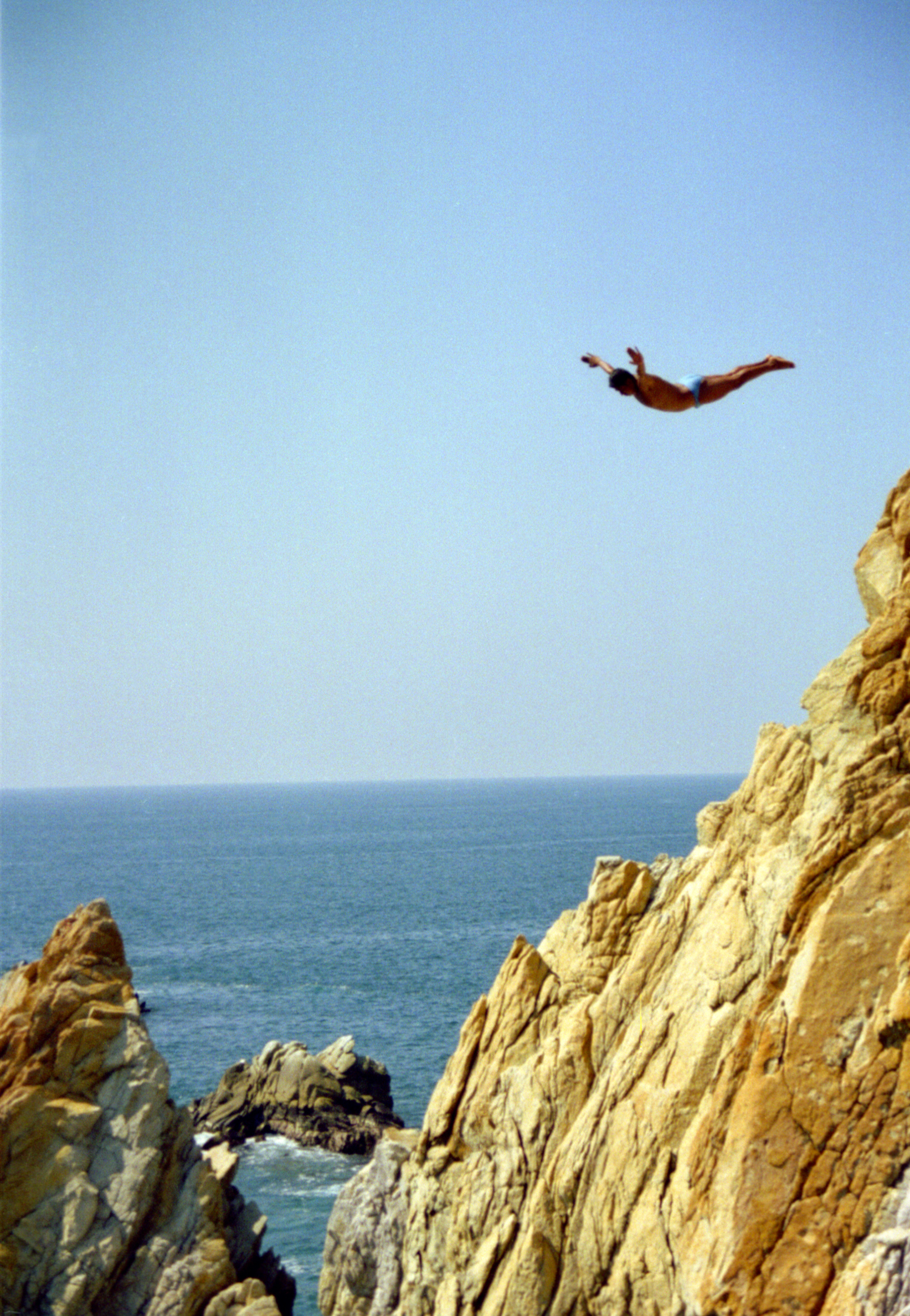

ラ・ケブラーダ（La Quebrada）は、メキシコのアカプルコにある崖、あるいはそこで行われる伝統的なクリフダイビングの名称。
1934年に地元の2人の若い男性が崖の上から海に飛び込んで勇気を競ったのがきっかけとされている。
その後、アカプルコが観光地となるに連れて専属のダイバーによるショーが行われるようになった。
1948年公開のジョニー・ワイズミュラー主演映画「ターザンと人魚」や1963年公開のエルビス・プレスリー主演映画『アカプルコの海』に取り上げられたことで世界的に知れ渡った。